# Helene Elisabeth von Isenburg
Helene Elisabeth Prinzessin von Isenburg (* 6. April 1900 in Darmstadt als Gräfin von Korff genannt Schmising-Kerssenbrock; † 24. Januar 1974 in Heiligenhaus) war nach dem Zweiten Weltkrieg erste Präsidentin des Vereins Stille Hilfe für Kriegsgefangene und Internierte.

## Leben
Helene Elisabeth Prinzessin von Isenburg wurde als Tochter des Forstmeisters von Hatzfeld (Eder), Graf Alfred von Korff, genannt Schmising-Kerssenbrock, und seiner Frau Helene, geb. Freiin von Hilgers, geboren.
Sie wuchs in einer Familie auf, die stark vom Katholizismus geprägt war. In den 1920er und 1930er Jahren arbeitete sie als Heilpraktikerin. Am 30. April 1930 heiratete sie Wilhelm Prinz von Isenburg und Büdingen (1903–1956), der 1937 Professor für Sippen- und Familienforschung in München wurde und die Rassenideologie des Nationalsozialismus vertrat. Sie selbst wurde von der NSDAP als „politisch zuverlässig“ eingestuft.

## Vorgeschichte und Gründung der Stillen Hilfe
Bereits kurz nach Kriegsende bildete sich eine Vielzahl von Gruppierungen und Vereinen (z. B. die „Arbeitsgemeinschaft zur Rettung der Landsberger Häftlinge“ oder der „Arbeitsausschuss für Wahrheit und Gerechtigkeit“), die alle das Ziel hatten, verhaftete und internierte NS-Kriegsverbrecher und SS-Funktionsträger in der Haft zu unterstützen, sei es durch Interventionen bei den alliierten Besatzungsbehörden oder durch juristische Hilfe. Gleichzeitig unterstützten diese Organisationen die Familien der Inhaftierten. Daneben leisteten sie aber auch Fluchthilfe über die von Bischof Alois Hudal organisierte so genannte Rattenlinie über Südtirol und Rom vor allem nach Südamerika, aber auch in den Nahen Osten (Syrien, Ägypten).
Bereits seit 1946 war Helene Elisabeth Prinzessin von Isenburg bei mehreren Gruppierungen aktiv. Ihre Kontakte zum Hochadel, zu konservativ-großbürgerlichen Kreisen und ihre enge Bindung an die Katholische Kirche ließen sie rasch zur Integrationsfigur werden. Sie gewann führende Vertreter der Katholischen Kirche wie den Münchener Weihbischof Johannes Neuhäusler, aber auch den evangelischen Landesbischof von Württemberg, Theophil Wurm, für eine Mitarbeit.
Nachdem so die wesentlichen Akteure des späteren Vereins bereits längst ein aktives Netzwerk gebildet hatten, sollte ein gemeinnütziger Verein gegründet werden, in erster Linie, um steuerbegünstigtes Spendenaufkommen zu erhöhen. Am 7. Oktober 1951 wurde schließlich die Stille Hilfe für Kriegsgefangene und Internierte e. V. formell gegründet und am 15. November 1951 als gemeinnütziger Verein ins Vereinsregister im oberbayerischen Wolfratshausen eingetragen, mit Helene Elisabeth Prinzessin von Isenburg als erster Präsidentin.
Dem Gründungsvorstand gehörten neben der Präsidentin u. a. Weihbischof Neuhäusler, Landesbischof Wurm, der Münchener Rechtsanwalt Rudolf Aschenauer als juristischer Betreuer sowie mehrere hochrangige frühere NS-Funktionäre an.

## Die „Mutter der Landsberger“
Zum 1. Januar 1947 richtete die US-Militärverwaltung im Gefängnis Landsberg das Kriegsverbrechergefängnis Landsberg ein. Am selben Ort hatte Adolf Hitler 1923/24 knapp neun Monate Festungshaft verbüßt, und auch Rudolf Heß, Julius Streicher und Gregor Strasser waren in dieser Zeit dort inhaftiert gewesen. Fast alle in den Nürnberger Nachfolgeprozessen (Fliegerprozesse, Malmedy-Prozess, Nürnberger Ärzteprozess, Einsatzgruppen-Prozess, Krupp-Prozess, OKW-Prozess, Rasse- und Siedlungshauptamt-Prozess, Wilhelmstraßen-Prozess) angeklagten und verurteilten Beschuldigten saßen in Landsberg ein. Insgesamt wurden dort bis zum 7. Juni 1951 288 Todesurteile vollstreckt.
Die NS-Verbrecher wurden in Presseaktionen in der Regel als schuldlose Opfer und reine Befehlsempfänger und Mitläufer dargestellt. Auch an Papst Pius XII. appellierte Helene Elisabeth von Isenburg mit Schreiben vom 4. November 1950: „Ich kenne jeden, um den es geht. Niemand kann mehr von Schuld und Verbrechen reden, der in ihre Seelen geschaut hat […] Es bittet Dich, heiliger Vater, ganz im Vertrauen, die Mutter der Landsberger.“ Sechs Tage später versprach Pius XII. der Prinzessin, „dass von Rom aus alles getan wird, um den Landsbergern das Leben zu retten.“
In der Bundesrepublik Deutschland wurde zur Aktion „Weihnachten in Landsberg“ aufgerufen. Es sollten Protestbriefe an den amerikanischen Hohen Kommissar John Jay McCloy, und führende Politiker geschrieben und Spenden gesammelt werden. Die Aktionen der Prinzessin und der Stillen Hilfe nahmen derartig zu, dass McCloy öffentlich vor einem „Wiederaufleben des Nazismus“ warnen musste. Die meisten der Gnadengesuche hatten aber schließlich Erfolg, fast alle Todesstrafen wurden in lebenslange Freiheitsstrafen umgewandelt. Bundespräsident Theodor Heuss weigerte sich zwar, Prinzessin Isenburg persönlich zu empfangen, setzte sich aber dennoch in Einzelfällen für zum Tode verurteilte Inhaftierte ein, weil die neu gegründete Bundesrepublik die Todesstrafe abgeschafft hatte – nicht etwa aus Sympathie mit den Verurteilten.
Nach den letzten vollstreckten Todesurteilen im Jahr 1951 wurden die Inhaftierten in den folgenden Jahren Zug um Zug durch Begnadigungen oder aus gesundheitlichen Gründen vorzeitig entlassen, bis 1958 der letzte Häftling das Kriegsverbrechergefängnis Landsberg verlassen konnte.
Helene Elisabeth Prinzessin von Isenburg gab ihr Amt als Präsidentin der Stillen Hilfe am 26. Oktober 1959 aus gesundheitlichen Gründen ab, blieb aber weiterhin dem Verein als „Ehrenvorsitzende“ und Kontaktperson bis zu ihrem Tod am 24. Januar 1974 in Heiligenhaus eng verbunden.